# Prodotti agroalimentari tradizionali piemontesi
I Prodotti agroalimentari tradizionali piemontesi, riconosciuti dal Ministero delle politiche agricole alimentari e forestali su proposta della Regione Piemonte, sono 342, come risulta dall'elenco aggiornato al 28 marzo 2022 (ventiduesima revisione dei P.A.T.).
| N.  | Definizione                                                      | Settore                                                                                             |
| --- | ---------------------------------------------------------------- | --------------------------------------------------------------------------------------------------- |
| 1   | Bicerin                                                          | Bevande analcoliche, distillati e liquori                                                           |
| 2   | Garus susino                                                     | Bevande analcoliche, distillati e liquori                                                           |
| 3   | Liquori di erbe alpine                                           | Bevande analcoliche, distillati e liquori                                                           |
| 4   | Nocciolino di Chivasso                                           | Bevande analcoliche, distillati e liquori                                                           |
| 5   | Olio essenziale di menta piperita Piemonte o Pancalieri Piemonte | Bevande analcoliche, distillati e liquori                                                           |
| 6   | Ratafià                                                          | Bevande analcoliche, distillati e liquori                                                           |
| 7   | Rosolio                                                          | Bevande analcoliche, distillati e liquori                                                           |
| 8   | Vermut o Vermouth                                                | Bevande analcoliche, distillati e liquori                                                           |
| 9   | Agnello biellese                                                 | carni (e frattaglie) fresche e loro preparazione                                                    |
| 10  | Agnello sambucano                                                | carni (e frattaglie) fresche e loro preparazione                                                    |
| 11  | Bale d'aso                                                       | carni (e frattaglie) fresche e loro preparazione                                                    |
| 12  | Batsoà                                                           | carni (e frattaglie) fresche e loro preparazione                                                    |
| 13  | Bergna                                                           | carni (e frattaglie) fresche e loro preparazione                                                    |
| 14  | Bisecon (Bisecun)                                                | carni (e frattaglie) fresche e loro preparazione                                                    |
| 15  | Bondiola                                                         | carni (e frattaglie) fresche e loro preparazione                                                    |
| 16  | Bovino piemontese                                                | carni (e frattaglie) fresche e loro preparazione                                                    |
| 17  | Bresaola della Val d'Ossola                                      | carni (e frattaglie) fresche e loro preparazione                                                    |
| 18  | Brut di Villareggia (Brut ed la Vila)                            | carni (e frattaglie) fresche e loro preparazione                                                    |
| 19  | Cappone di Monasterolo di Savigliano                             | carni (e frattaglie) fresche e loro preparazione                                                    |
| 20  | Cappone di Morozzo                                               | carni (e frattaglie) fresche e loro preparazione                                                    |
| 21  | Cappone di San Damiano d'Asti                                    | carni (e frattaglie) fresche e loro preparazione                                                    |
| 22  | Cappone di Vesime                                                | carni (e frattaglie) fresche e loro preparazione                                                    |
| 23  | Capretto della Val Vigezzo                                       | carni (e frattaglie) fresche e loro preparazione                                                    |
| 24  | Carn seca                                                        | carni (e frattaglie) fresche e loro preparazione                                                    |
| 25  | Castrato biellese                                                | carni (e frattaglie) fresche e loro preparazione                                                    |
| 26  | Coniglio grigio di Carmagnola                                    | carni (e frattaglie) fresche e loro preparazione                                                    |
| 27  | Coppa cotta bieleisa                                             | carni (e frattaglie) fresche e loro preparazione                                                    |
| 28  | Cotechino                                                        | carni (e frattaglie) fresche e loro preparazione                                                    |
| 29  | Fidighin o Fideghina (Mortadella di fegato cruda)                | carni (e frattaglie) fresche e loro preparazione                                                    |
| 30  | Filetto baciato di Ponzone o Salame filetto baciato              | carni (e frattaglie) fresche e loro preparazione                                                    |
| 31  | Frisse (Fresse) o Grive                                          | carni (e frattaglie) fresche e loro preparazione                                                    |
| 32  | Galantina                                                        | carni (e frattaglie) fresche e loro preparazione                                                    |
| 33  | Gallina bianca di Saluzzo                                        | carni (e frattaglie) fresche e loro preparazione                                                    |
| 34  | Gallina bionda piemontese                                        | carni (e frattaglie) fresche e loro preparazione                                                    |
| 35  | L'mlon                                                           | carni (e frattaglie) fresche e loro preparazione                                                    |
| 36  | Lardo                                                            | carni (e frattaglie) fresche e loro preparazione                                                    |
| 37  | Lingua di bovino cotta                                           | carni (e frattaglie) fresche e loro preparazione                                                    |
| 38  | Lumache di Cherasco (Lumache di pianura)                         | carni (e frattaglie) fresche e loro preparazione                                                    |
| 39  | Lumache di montagna (Chiocciole di Borgo San Dalmazzo)           | carni (e frattaglie) fresche e loro preparazione                                                    |
| 40  | Mica                                                             | carni (e frattaglie) fresche e loro preparazione                                                    |
| 41  | Mocetta                                                          | carni (e frattaglie) fresche e loro preparazione                                                    |
| 42  | Mortadella di fegato cotta (Mortadella d’Orta)                   | carni (e frattaglie) fresche e loro preparazione                                                    |
| 43  | Mortadella ossolana                                              | carni (e frattaglie) fresche e loro preparazione                                                    |
| 44  | Mustardela                                                       | carni (e frattaglie) fresche e loro preparazione                                                    |
| 45  | Paletta                                                          | carni (e frattaglie) fresche e loro preparazione                                                    |
| 46  | Pancetta con cotenna                                             | carni (e frattaglie) fresche e loro preparazione                                                    |
| 47  | Preti (Preivi o Preive o Quajette)                               | carni (e frattaglie) fresche e loro preparazione                                                    |
| 48  | Prosciutto cotto                                                 | carni (e frattaglie) fresche e loro preparazione                                                    |
| 49  | Prosciutto crudo dell'alta Val Susa                              | carni (e frattaglie) fresche e loro preparazione                                                    |
| 50  | Prosciutto crudo della Valle Gesso                               | carni (e frattaglie) fresche e loro preparazione                                                    |
| 51  | Prosciutto montano della Val Vigezzo                             | carni (e frattaglie) fresche e loro preparazione                                                    |
| 52  | Rane delle risaie piemontesi                                     | carni (e frattaglie) fresche e loro preparazione                                                    |
| 53  | Salame cotto                                                     | carni (e frattaglie) fresche e loro preparazione                                                    |
| 54  | Salame d'asino                                                   | carni (e frattaglie) fresche e loro preparazione                                                    |
| 55  | Salame del cios                                                  | carni (e frattaglie) fresche e loro preparazione                                                    |
| 56  | Salame di capra o Susiccia 'd crava                              | carni (e frattaglie) fresche e loro preparazione                                                    |
| 57  | Salame di cavallo                                                | carni (e frattaglie) fresche e loro preparazione                                                    |
| 58  | Salame di cinghiale                                              | carni (e frattaglie) fresche e loro preparazione                                                    |
| 59  | Salame di giora                                                  | carni (e frattaglie) fresche e loro preparazione                                                    |
| 60  | Salame di patate                                                 | carni (e frattaglie) fresche e loro preparazione                                                    |
| 61  | Salame di testa o cupa                                           | carni (e frattaglie) fresche e loro preparazione                                                    |
| 62  | Salame di trippa                                                 | carni (e frattaglie) fresche e loro preparazione                                                    |
| 63  | Salame di turgia                                                 | carni (e frattaglie) fresche e loro preparazione                                                    |
| 64  | Salame d'la doja                                                 | carni (e frattaglie) fresche e loro preparazione                                                    |
| 65  | Salame d'oca o con oca (Graton d’oca)                            | carni (e frattaglie) fresche e loro preparazione                                                    |
| 66  | Salame nobile del Giarolo                                        | carni (e frattaglie) fresche e loro preparazione                                                    |
| 67  | Salamet o Salametto casalingo                                    | carni (e frattaglie) fresche e loro preparazione                                                    |
| 68  | Salami aromatizzati del Piemonte                                 | carni (e frattaglie) fresche e loro preparazione                                                    |
| 69  | Salamino di vacca o Sausiccia 'd vaca                            | carni (e frattaglie) fresche e loro preparazione                                                    |
| 70  | Salsiccia al formentino                                          | carni (e frattaglie) fresche e loro preparazione                                                    |
| 71  | Salsiccia di Bra                                                 | carni (e frattaglie) fresche e loro preparazione                                                    |
| 72  | Salsiccia di cavolo o Sautissa ‘d coi o Salam 'd coi             | carni (e frattaglie) fresche e loro preparazione                                                    |
| 73  | Salsiccia di riso                                                | carni (e frattaglie) fresche e loro preparazione                                                    |
| 74  | Sanguinacci                                                      | carni (e frattaglie) fresche e loro preparazione                                                    |
| 75  | Testa in cassetta                                                | carni (e frattaglie) fresche e loro preparazione                                                    |
| 76  | Violino                                                          | carni (e frattaglie) fresche e loro preparazione                                                    |
| 77  | Bagna cauda                                                      | Condimenti                                                                                          |
| 78  | Bagnet ros                                                       | Condimenti                                                                                          |
| 79  | Bagnet verd                                                      | Condimenti                                                                                          |
| 80  | Mostarda di mele                                                 | Condimenti                                                                                          |
| 81  | Mostarda d'uva o Cognà                                           | Condimenti                                                                                          |
| 82  | Beddo                                                            | Formaggi                                                                                            |
| 83  | Bëggia                                                           | Formaggi                                                                                            |
| 84  | Bettelmat                                                        | Formaggi                                                                                            |
| 85  | Boves                                                            | Formaggi                                                                                            |
| 86  | Caprino della Val Vigezzo                                        | Formaggi                                                                                            |
| 87  | Caprino lattico piemontese                                       | Formaggi                                                                                            |
| 88  | Caprino presamico piemontese                                     | Formaggi                                                                                            |
| 89  | Caprino valsesiano o Crava                                       | Formaggi                                                                                            |
| 90  | Caso di Elva (Toma di Elva o Casale de Elva o Toumo de caso)     | Formaggi                                                                                            |
| 91  | Cevrin di Coazze                                                 | Formaggi                                                                                            |
| 92  | Civrin della Val Chiusella                                       | Formaggi                                                                                            |
| 93  | Formaggio a crosta rossa                                         | Formaggi                                                                                            |
| 94  | Formaggio del fieno                                              | Formaggi                                                                                            |
| 95  | Gioda                                                            | Formaggi                                                                                            |
| 96  | Maccagno o Macagn                                                | Formaggi                                                                                            |
| 97  | Mollana della Val Borbera                                        | Formaggi                                                                                            |
| 98  | Montebore                                                        | Formaggi                                                                                            |
| 99  | Montegranero                                                     | Formaggi                                                                                            |
| 100 | Motta                                                            | Formaggi                                                                                            |
| 101 | Murianengo o Moncenisio                                          | Formaggi                                                                                            |
| 102 | Murtarat                                                         | Formaggi                                                                                            |
| 103 | Nostrale d'alpe                                                  | Formaggi                                                                                            |
| 104 | Paglierina                                                       | Formaggi                                                                                            |
| 105 | Robiola d’Alba                                                   | Formaggi                                                                                            |
| 106 | Robiola di Cocconato                                             | Formaggi                                                                                            |
| 107 | Seirass (Sairass) di latte o Ricotta piemontese                  | Formaggi                                                                                            |
| 108 | Sola (Sora, Soera)                                               | Formaggi                                                                                            |
| 109 | Spress                                                           | Formaggi                                                                                            |
| 110 | Toma ajgra                                                       | Formaggi                                                                                            |
| 111 | Toma d'alpeggio                                                  | Formaggi                                                                                            |
| 112 | Toma biellese                                                    | Formaggi                                                                                            |
| 113 | Toma del lait brusc o bianca alpina                              | Formaggi                                                                                            |
| 114 | Toma della Valsesia                                              | Formaggi                                                                                            |
| 115 | Toma di Celle                                                    | Formaggi                                                                                            |
| 116 | Toma di Lanzo                                                    | Formaggi                                                                                            |
| 117 | Tometto o Tumet                                                  | Formaggi                                                                                            |
| 118 | Tomino canavesano asciutto                                       | Formaggi                                                                                            |
| 119 | Tomino canavesano fresco                                         | Formaggi                                                                                            |
| 120 | Tomino del bot                                                   | Formaggi                                                                                            |
| 121 | Tomino delle Valli Saluzzesi                                     | Formaggi                                                                                            |
| 122 | Tomino del Talucco                                               | Formaggi                                                                                            |
| 123 | Tomino di Rivalta                                                | Formaggi                                                                                            |
| 124 | Tomino di S. Giacomo di Boves                                    | Formaggi                                                                                            |
| 125 | Tomino di Saronsella (Chivassotto)                               | Formaggi                                                                                            |
| 126 | Tomino di Sordevolo                                              | Formaggi                                                                                            |
| 127 | Toumin dal mel                                                   | Formaggi                                                                                            |
| 128 | Tuma 'd trausela                                                 | Formaggi                                                                                            |
| 129 | Tuma di Bossolasco                                               | Formaggi                                                                                            |
| 130 | Tuma mola                                                        | Formaggi                                                                                            |
| 131 | Vaciarin                                                         | Formaggi                                                                                            |
| 132 | Burro di montagna                                                | Grassi (burro, margarina, oli)                                                                      |
| 133 | Actinidia di Cuneo                                               | Prodotti vegetali allo stato naturale o trasformati                                                 |
| 134 | Aglio di Caraglio                                                | Prodotti vegetali allo stato naturale o trasformati                                                 |
| 135 | Aglio di Molino dei Torti                                        | Prodotti vegetali allo stato naturale o trasformati                                                 |
| 136 | Ajucche                                                          | Prodotti vegetali allo stato naturale o trasformati                                                 |
| 137 | Albicocca tonda di Costigliole                                   | Prodotti vegetali allo stato naturale o trasformati                                                 |
| 138 | Amarena di Trofarello                                            | Prodotti vegetali allo stato naturale o trasformati                                                 |
| 139 | Antipasto piemontese                                             | Prodotti vegetali allo stato naturale o trasformati                                                 |
| 140 | Asparagi                                                         | Prodotti vegetali allo stato naturale o trasformati                                                 |
| 141 | Asparago santenese                                               | Prodotti vegetali allo stato naturale o trasformati                                                 |
| 142 | Asparago saraceno di Vinchio                                     | Prodotti vegetali allo stato naturale o trasformati                                                 |
| 143 | Bietola a costa rossa astigiana                                  | Prodotti vegetali allo stato naturale o trasformati                                                 |
| 144 | Bietola rossa di Castellazzo Bormida                             | Prodotti vegetali allo stato naturale o trasformati                                                 |
| 145 | Carciofo della Valtiglione                                       | Prodotti vegetali allo stato naturale o trasformati                                                 |
| 146 | Cardo avorio di Isola d'Asti                                     | Prodotti vegetali allo stato naturale o trasformati                                                 |
| 147 | Cardo bianco avorio di Andezeno                                  | Prodotti vegetali allo stato naturale o trasformati                                                 |
| 148 | Cardo gobbo di Nizza Monferrato                                  | Prodotti vegetali allo stato naturale o trasformati                                                 |
| 149 | Carota di San Rocco Castagnaretta                                | Prodotti vegetali allo stato naturale o trasformati                                                 |
| 150 | Castagne                                                         | Prodotti vegetali allo stato naturale o trasformati                                                 |
| 151 | Cavolfiore di Moncalieri                                         | Prodotti vegetali allo stato naturale o trasformati                                                 |
| 152 | Cavolo verza di Montalto Dora                                    | Prodotti vegetali allo stato naturale o trasformati                                                 |
| 153 | Cavolo verza di Settimo Torinese                                 | Prodotti vegetali allo stato naturale o trasformati                                                 |
| 154 | Cece                                                             | Prodotti vegetali allo stato naturale o trasformati                                                 |
| 155 | Cicoria pan di zucchero casalese                                 | Prodotti vegetali allo stato naturale o trasformati                                                 |
| 156 | Ciliegia bella di Garbagna                                       | Prodotti vegetali allo stato naturale o trasformati                                                 |
| 157 | Ciliegie di Pecetto                                              | Prodotti vegetali allo stato naturale o trasformati                                                 |
| 158 | Ciliegia precoce di Rivarone                                     | Prodotti vegetali allo stato naturale o trasformati                                                 |
| 159 | Cipolla bionda astigiana                                         | Prodotti vegetali allo stato naturale o trasformati                                                 |
| 160 | Cipolla di Leinì                                                 | Prodotti vegetali allo stato naturale o trasformati                                                 |
| 161 | Cipolla dorata di Castelnuovo Scrivia                            | Prodotti vegetali allo stato naturale o trasformati                                                 |
| 162 | Cipolla piatlina bionda di Andezeno                              | Prodotti vegetali allo stato naturale o trasformati                                                 |
| 163 | Cipolla rossa astigiana                                          | Prodotti vegetali allo stato naturale o trasformati                                                 |
| 164 | Cipolla rossa di Castelnuovo Scrivia                             | Prodotti vegetali allo stato naturale o trasformati                                                 |
| 165 | Cipolline di Ivrea                                               | Prodotti vegetali allo stato naturale o trasformati                                                 |
| 166 | Fagiolana della Val Borbera                                      | Prodotti vegetali allo stato naturale o trasformati                                                 |
| 167 | Fagiolo bianco di Bagnasco                                       | Prodotti vegetali allo stato naturale o trasformati                                                 |
| 168 | Fagiolo della Villata                                            | Prodotti vegetali allo stato naturale o trasformati                                                 |
| 169 | Fagiolo di Saluggia                                              | Prodotti vegetali allo stato naturale o trasformati                                                 |
| 170 | Farine alimentari della Valle Vermenagna                         | Prodotti vegetali allo stato naturale o trasformati                                                 |
| 171 | Farina per polenta tradizionale di Langa                         | Prodotti vegetali allo stato naturale o trasformati                                                 |
| 172 | Fragola cuneese                                                  | Prodotti vegetali allo stato naturale o trasformati                                                 |
| 173 | Fragola profumata di Tortona                                     | Prodotti vegetali allo stato naturale o trasformati                                                 |
| 174 | Fragole di San Raffaele Cimena                                   | Prodotti vegetali allo stato naturale o trasformati                                                 |
| 175 | Fragolina di San Mauro Torinese                                  | Prodotti vegetali allo stato naturale o trasformati                                                 |
| 176 | Funghi delle vallate piemontesi                                  | Prodotti vegetali allo stato naturale o trasformati                                                 |
| 177 | Grano saraceno                                                   | Prodotti vegetali allo stato naturale o trasformati                                                 |
| 178 | Insalatina di Castagneto Po                                      | Prodotti vegetali allo stato naturale o trasformati                                                 |
| 179 | Lattughino di Moncalieri                                         | Prodotti vegetali allo stato naturale o trasformati                                                 |
| 180 | Marrone della Val Pellice                                        | Prodotti vegetali allo stato naturale o trasformati                                                 |
| 181 | Melanzana violetta casalese                                      | Prodotti vegetali allo stato naturale o trasformati                                                 |
| 182 | Mele autoctone del Piemonte                                      | Prodotti vegetali allo stato naturale o trasformati                                                 |
| 183 | Mele del Piemonte                                                | Prodotti vegetali allo stato naturale o trasformati                                                 |
| 184 | Meloni di Isola Sant'Antonio                                     | Prodotti vegetali allo stato naturale o trasformati                                                 |
| 185 | Patata piatlina della Valle Grana                                | Prodotti vegetali allo stato naturale o trasformati                                                 |
| 186 | Patata quarantina bianca genovese                                | Prodotti vegetali allo stato naturale o trasformati                                                 |
| 187 | Patate di Entracque                                              | Prodotti vegetali allo stato naturale o trasformati                                                 |
| 188 | Patate di montagna                                               | Prodotti vegetali allo stato naturale o trasformati                                                 |
| 189 | Patate di pianura                                                | Prodotti vegetali allo stato naturale o trasformati                                                 |
| 190 | Peperone Cuneo                                                   | Prodotti vegetali allo stato naturale o trasformati                                                 |
| 191 | Peperone di Capriglio                                            | Prodotti vegetali allo stato naturale o trasformati                                                 |
| 192 | Peperone quadrato d'Asti                                         | Prodotti vegetali allo stato naturale o trasformati                                                 |
| 193 | Peperone di Carmagnola                                           | Prodotti vegetali allo stato naturale o trasformati                                                 |
| 194 | Pera madernassa                                                  | Prodotti vegetali allo stato naturale o trasformati                                                 |
| 195 | Pere delle Valli di Lanzo                                        | Prodotti vegetali allo stato naturale o trasformati                                                 |
| 196 | Pere martin sec                                                  | Prodotti vegetali allo stato naturale o trasformati                                                 |
| 197 | Pesche autoctone del Piemonte                                    | Prodotti vegetali allo stato naturale o trasformati                                                 |
| 198 | Pesche del Piemonte                                              | Prodotti vegetali allo stato naturale o trasformati                                                 |
| 199 | Piante officinali del Piemonte                                   | Prodotti vegetali allo stato naturale o trasformati                                                 |
| 200 | Piattella canavesana di Cortereggio                              | Prodotti vegetali allo stato naturale o trasformati                                                 |
| 201 | Piccoli frutti                                                   | Prodotti vegetali allo stato naturale o trasformati                                                 |
| 202 | Pisello di Casalborgone                                          | Prodotti vegetali allo stato naturale o trasformati                                                 |
| 203 | Pomodoro costoluto di Cambiano                                   | Prodotti vegetali allo stato naturale o trasformati                                                 |
| 204 | Pomodoro costoluto di Chivasso                                   | Prodotti vegetali allo stato naturale o trasformati                                                 |
| 205 | Pomodoro delizia di Tortona                                      | Prodotti vegetali allo stato naturale o trasformati                                                 |
| 206 | Pomodoro piatta di Bernezzo                                      | Prodotti vegetali allo stato naturale o trasformati                                                 |
| 207 | Porro di Cervere                                                 | Prodotti vegetali allo stato naturale o trasformati                                                 |
| 208 | Porro dolce lungo di Carmagnola                                  | Prodotti vegetali allo stato naturale o trasformati                                                 |
| 209 | Ramassin o Dalmassin                                             | Prodotti vegetali allo stato naturale o trasformati                                                 |
| 210 | Rapa di Caprauna                                                 | Prodotti vegetali allo stato naturale o trasformati                                                 |
| 211 | Ravanello lungo o Tabasso                                        | Prodotti vegetali allo stato naturale o trasformati                                                 |
| 212 | Risi tradizionali                                                | Prodotti vegetali allo stato naturale o trasformati                                                 |
| 213 | Scorzobianca o Barbabuc                                          | Prodotti vegetali allo stato naturale o trasformati                                                 |
| 214 | Scorzonera di Castellazzo Bormida                                | Prodotti vegetali allo stato naturale o trasformati                                                 |
| 215 | Sedani di alluvioni cambio’                                      | Prodotti vegetali allo stato naturale o trasformati                                                 |
| 216 | Sedano dorato d'Asti                                             | Prodotti vegetali allo stato naturale o trasformati                                                 |
| 217 | Sedano rosso di Orbassano                                        | Prodotti vegetali allo stato naturale o trasformati                                                 |
| 218 | Susina Santa Clara del Saluzzese                                 | Prodotti vegetali allo stato naturale o trasformati                                                 |
| 219 | Susine della collina torinese                                    | Prodotti vegetali allo stato naturale o trasformati                                                 |
| 220 | Tartufo bianco                                                   | Prodotti vegetali allo stato naturale o trasformati                                                 |
| 221 | Tartufo nero pregiato                                            | Prodotti vegetali allo stato naturale o trasformati                                                 |
| 222 | Topinambur                                                       | Prodotti vegetali allo stato naturale o trasformati                                                 |
| 223 | Trifulot del bür                                                 | Prodotti vegetali allo stato naturale o trasformati                                                 |
| 224 | Uva fragola                                                      | Prodotti vegetali allo stato naturale o trasformati                                                 |
| 225 | Zucca di Castellazzo Bormida                                     | Prodotti vegetali allo stato naturale o trasformati                                                 |
| 226 | Zucchini di Borgo d'Ale                                          | Prodotti vegetali allo stato naturale o trasformati                                                 |
| 227 | Acsenti                                                          | Paste fresche e prodotti della panetteria, della biscotteria, della pasticceria e della confetteria |
| 228 | Agnolotti                                                        | Paste fresche e prodotti della panetteria, della biscotteria, della pasticceria e della confetteria |
| 229 | Amaretti                                                         | Paste fresche e prodotti della panetteria, della biscotteria, della pasticceria e della confetteria |
| 230 | Ansenta o Ansainta                                               | Paste fresche e prodotti della panetteria, della biscotteria, della pasticceria e della confetteria |
| 231 | Antico dolce della cattedrale                                    | Paste fresche e prodotti della panetteria, della biscotteria, della pasticceria e della confetteria |
| 232 | Asianot                                                          | Paste fresche e prodotti della panetteria, della biscotteria, della pasticceria e della confetteria |
| 233 | Baci di dama di Tortona                                          | Paste fresche e prodotti della panetteria, della biscotteria, della pasticceria e della confetteria |
| 234 | Beatine di Ghemme                                                | Paste fresche e prodotti della panetteria, della biscotteria, della pasticceria e della confetteria |
| 235 | Bicciolani                                                       | Paste fresche e prodotti della panetteria, della biscotteria, della pasticceria e della confetteria |
| 236 | Biova                                                            | Paste fresche e prodotti della panetteria, della biscotteria, della pasticceria e della confetteria |
| 237 | Biscotti della salute                                            | Paste fresche e prodotti della panetteria, della biscotteria, della pasticceria e della confetteria |
| 238 | Biscottini di Novara                                             | Paste fresche e prodotti della panetteria, della biscotteria, della pasticceria e della confetteria |
| 239 | Biscotto della duchessa                                          | Paste fresche e prodotti della panetteria, della biscotteria, della pasticceria e della confetteria |
| 240 | Biscotto Giolitti                                                | Paste fresche e prodotti della panetteria, della biscotteria, della pasticceria e della confetteria |
| 241 | Bonet                                                            | Paste fresche e prodotti della panetteria, della biscotteria, della pasticceria e della confetteria |
| 242 | Brut e bon                                                       | Paste fresche e prodotti della panetteria, della biscotteria, della pasticceria e della confetteria |
| 243 | Bugie o chiacchiere                                              | Paste fresche e prodotti della panetteria, della biscotteria, della pasticceria e della confetteria |
| 244 | Campagnola buschese                                              | Paste fresche e prodotti della panetteria, della biscotteria, della pasticceria e della confetteria |
| 245 | Canestrelli                                                      | Paste fresche e prodotti della panetteria, della biscotteria, della pasticceria e della confetteria |
| 246 | Canestrelli biellesi                                             | Paste fresche e prodotti della panetteria, della biscotteria, della pasticceria e della confetteria |
| 247 | Canestrelli novesi                                               | Paste fresche e prodotti della panetteria, della biscotteria, della pasticceria e della confetteria |
| 248 | Caramelle classiche dure                                         | Paste fresche e prodotti della panetteria, della biscotteria, della pasticceria e della confetteria |
| 249 | Cariton                                                          | Paste fresche e prodotti della panetteria, della biscotteria, della pasticceria e della confetteria |
| 250 | Castagnaccio                                                     | Paste fresche e prodotti della panetteria, della biscotteria, della pasticceria e della confetteria |
| 251 | Ciciu 'd capdan                                                  | Paste fresche e prodotti della panetteria, della biscotteria, della pasticceria e della confetteria |
| 252 | Cioccolatini torinesi                                            | Paste fresche e prodotti della panetteria, della biscotteria, della pasticceria e della confetteria |
| 253 | Cöpeta o Coppette di S. Antonio                                  | Paste fresche e prodotti della panetteria, della biscotteria, della pasticceria e della confetteria |
| 254 | Coppi di Langa                                                   | Paste fresche e prodotti della panetteria, della biscotteria, della pasticceria e della confetteria |
| 255 | Crasanzin o Crescianzin                                          | Paste fresche e prodotti della panetteria, della biscotteria, della pasticceria e della confetteria |
| 256 | Crema gianduja                                                   | Paste fresche e prodotti della panetteria, della biscotteria, della pasticceria e della confetteria |
| 257 | Farinata di ceci                                                 | Paste fresche e prodotti della panetteria, della biscotteria, della pasticceria e della confetteria |
| 258 | Fiaca'                                                           | Paste fresche e prodotti della panetteria, della biscotteria, della pasticceria e della confetteria |
| 259 | Finocchini                                                       | Paste fresche e prodotti della panetteria, della biscotteria, della pasticceria e della confetteria |
| 260 | Focaccia di Susa                                                 | Paste fresche e prodotti della panetteria, della biscotteria, della pasticceria e della confetteria |
| 261 | Focaccia novese                                                  | Paste fresche e prodotti della panetteria, della biscotteria, della pasticceria e della confetteria |
| 262 | Fritüra dossa o Pulenta dossa                                    | Paste fresche e prodotti della panetteria, della biscotteria, della pasticceria e della confetteria |
| 263 | Frittelle di carnevale                                           | Paste fresche e prodotti della panetteria, della biscotteria, della pasticceria e della confetteria |
| 264 | Fugascina di Mergozzo                                            | Paste fresche e prodotti della panetteria, della biscotteria, della pasticceria e della confetteria |
| 265 | Fugassa 'd la befana                                             | Paste fresche e prodotti della panetteria, della biscotteria, della pasticceria e della confetteria |
| 266 | Giandujotto                                                      | Paste fresche e prodotti della panetteria, della biscotteria, della pasticceria e della confetteria |
| 267 | Giuraje o Giuraie                                                | Paste fresche e prodotti della panetteria, della biscotteria, della pasticceria e della confetteria |
| 268 | Gramolino                                                        | Paste fresche e prodotti della panetteria, della biscotteria, della pasticceria e della confetteria |
| 269 | Grissia Monferrina                                               | Paste fresche e prodotti della panetteria, della biscotteria, della pasticceria e della confetteria |
| 270 | Grissino stirato                                                 | Paste fresche e prodotti della panetteria, della biscotteria, della pasticceria e della confetteria |
| 271 | Krumiri                                                          | Paste fresche e prodotti della panetteria, della biscotteria, della pasticceria e della confetteria |
| 272 | Margheritine di Stresa                                           | Paste fresche e prodotti della panetteria, della biscotteria, della pasticceria e della confetteria |
| 273 | Marron glacé di Cuneo                                            | Paste fresche e prodotti della panetteria, della biscotteria, della pasticceria e della confetteria |
| 274 | Miacce, Miasse o Miasce e Amiasc                                 | Paste fresche e prodotti della panetteria, della biscotteria, della pasticceria e della confetteria |
| 275 | Miche di Cuneo                                                   | Paste fresche e prodotti della panetteria, della biscotteria, della pasticceria e della confetteria |
| 276 | Mustaccioli                                                      | Paste fresche e prodotti della panetteria, della biscotteria, della pasticceria e della confetteria |
| 277 | Nocciolini di Chivasso                                           | Paste fresche e prodotti della panetteria, della biscotteria, della pasticceria e della confetteria |
| 278 | Ossa da mordere                                                  | Paste fresche e prodotti della panetteria, della biscotteria, della pasticceria e della confetteria |
| 279 | Pan barbarià                                                     | Paste fresche e prodotti della panetteria, della biscotteria, della pasticceria e della confetteria |
| 280 | Pan della marchesa                                               | Paste fresche e prodotti della panetteria, della biscotteria, della pasticceria e della confetteria |
| 281 | Pan dolce di Cannobio                                            | Paste fresche e prodotti della panetteria, della biscotteria, della pasticceria e della confetteria |
| 282 | Pane di Chianocco                                                | Paste fresche e prodotti della panetteria, della biscotteria, della pasticceria e della confetteria |
| 283 | Pane di mais di Novara                                           | Paste fresche e prodotti della panetteria, della biscotteria, della pasticceria e della confetteria |
| 284 | Pane di riso di Novara                                           | Paste fresche e prodotti della panetteria, della biscotteria, della pasticceria e della confetteria |
| 285 | Pane di San Gaudenzio                                            | Paste fresche e prodotti della panetteria, della biscotteria, della pasticceria e della confetteria |
| 286 | Pane di segale                                                   | Paste fresche e prodotti della panetteria, della biscotteria, della pasticceria e della confetteria |
| 287 | Pane dolce di meliga e mele                                      | Paste fresche e prodotti della panetteria, della biscotteria, della pasticceria e della confetteria |
| 288 | Pan d'Oropa                                                      | Paste fresche e prodotti della panetteria, della biscotteria, della pasticceria e della confetteria |
| 289 | Pan robi                                                         | Paste fresche e prodotti della panetteria, della biscotteria, della pasticceria e della confetteria |
| 290 | Pane nero di Coimo                                               | Paste fresche e prodotti della panetteria, della biscotteria, della pasticceria e della confetteria |
| 291 | Panettone basso glassato piemontese                              | Paste fresche e prodotti della panetteria, della biscotteria, della pasticceria e della confetteria |
| 292 | Panna cotta                                                      | Paste fresche e prodotti della panetteria, della biscotteria, della pasticceria e della confetteria |
| 293 | Paste di meliga                                                  | Paste fresche e prodotti della panetteria, della biscotteria, della pasticceria e della confetteria |
| 294 | Pasticceria mignon della tradizione torinese                     | Paste fresche e prodotti della panetteria, della biscotteria, della pasticceria e della confetteria |
| 295 | Pastiglie di zucchero                                            | Paste fresche e prodotti della panetteria, della biscotteria, della pasticceria e della confetteria |
| 296 | Pesche ripiene                                                   | Paste fresche e prodotti della panetteria, della biscotteria, della pasticceria e della confetteria |
| 297 | Plin                                                             | Paste fresche e prodotti della panetteria, della biscotteria, della pasticceria e della confetteria |
| 298 | Pnon di Levaldigi                                                | Paste fresche e prodotti della panetteria, della biscotteria, della pasticceria e della confetteria |
| 299 | Polenta dolce biellese o polenta d'Ivrea                         | Paste fresche e prodotti della panetteria, della biscotteria, della pasticceria e della confetteria |
| 300 | Polentina astigiana                                              | Paste fresche e prodotti della panetteria, della biscotteria, della pasticceria e della confetteria |
| 301 | Praline al rhum                                                  | Paste fresche e prodotti della panetteria, della biscotteria, della pasticceria e della confetteria |
| 302 | Praline cri cri                                                  | Paste fresche e prodotti della panetteria, della biscotteria, della pasticceria e della confetteria |
| 303 | Quaquare di Genola                                               | Paste fresche e prodotti della panetteria, della biscotteria, della pasticceria e della confetteria |
| 304 | Rabaton                                                          | Paste fresche e prodotti della panetteria, della biscotteria, della pasticceria e della confetteria |
| 305 | Ravioles della Val Varaita                                       | Paste fresche e prodotti della panetteria, della biscotteria, della pasticceria e della confetteria |
| 306 | Rubatà                                                           | Paste fresche e prodotti della panetteria, della biscotteria, della pasticceria e della confetteria |
| 307 | Rustica                                                          | Paste fresche e prodotti della panetteria, della biscotteria, della pasticceria e della confetteria |
| 308 | Sangiorgini di Piossasco                                         | Paste fresche e prodotti della panetteria, della biscotteria, della pasticceria e della confetteria |
| 309 | Savoiardi                                                        | Paste fresche e prodotti della panetteria, della biscotteria, della pasticceria e della confetteria |
| 310 | Tajarin                                                          | Paste fresche e prodotti della panetteria, della biscotteria, della pasticceria e della confetteria |
| 311 | Timballa o Timballo di pere                                      | Paste fresche e prodotti della panetteria, della biscotteria, della pasticceria e della confetteria |
| 312 | Tirà                                                             | Paste fresche e prodotti della panetteria, della biscotteria, della pasticceria e della confetteria |
| 313 | Tirulen                                                          | Paste fresche e prodotti della panetteria, della biscotteria, della pasticceria e della confetteria |
| 314 | Torcetti                                                         | Paste fresche e prodotti della panetteria, della biscotteria, della pasticceria e della confetteria |
| 315 | Torrone di nocciole                                              | Paste fresche e prodotti della panetteria, della biscotteria, della pasticceria e della confetteria |
| 316 | Torta amara della Vallera                                        | Paste fresche e prodotti della panetteria, della biscotteria, della pasticceria e della confetteria |
| 317 | Torta del buscajet                                               | Paste fresche e prodotti della panetteria, della biscotteria, della pasticceria e della confetteria |
| 318 | Torta 'd ravisce                                                 | Paste fresche e prodotti della panetteria, della biscotteria, della pasticceria e della confetteria |
| 319 | Torta di castagne                                                | Paste fresche e prodotti della panetteria, della biscotteria, della pasticceria e della confetteria |
| 320 | Torta di nocciole                                                | Paste fresche e prodotti della panetteria, della biscotteria, della pasticceria e della confetteria |
| 321 | Torta di pane                                                    | Paste fresche e prodotti della panetteria, della biscotteria, della pasticceria e della confetteria |
| 322 | Torta matsafam                                                   | Paste fresche e prodotti della panetteria, della biscotteria, della pasticceria e della confetteria |
| 323 | Torta Monferrina                                                 | Paste fresche e prodotti della panetteria, della biscotteria, della pasticceria e della confetteria |
| 324 | Torta palpiton                                                   | Paste fresche e prodotti della panetteria, della biscotteria, della pasticceria e della confetteria |
| 325 | Tupunin                                                          | Paste fresche e prodotti della panetteria, della biscotteria, della pasticceria e della confetteria |
| 326 | Violette candite                                                 | Paste fresche e prodotti della panetteria, della biscotteria, della pasticceria e della confetteria |
| 327 | Zabaione                                                         | Paste fresche e prodotti della panetteria, della biscotteria, della pasticceria e della confetteria |
| 328 | Zest di Carignano                                                | Paste fresche e prodotti della panetteria, della biscotteria, della pasticceria e della confetteria |
| 329 | Lampré (Lampreda)                                                | Preparazioni di pesci, molluschi e crostacei e tecniche particolari di allevamento degli stessi     |
| 330 | Prodotti ittici in carpione                                      | Preparazioni di pesci, molluschi e crostacei e tecniche particolari di allevamento degli stessi     |
| 331 | Trota salmonata affumicata                                       | Preparazioni di pesci, molluschi e crostacei e tecniche particolari di allevamento degli stessi     |
| 332 | Brus                                                             | Prodotti di origine animale (miele, prodotti lattiero caseari di vario tipo escluso il burro)       |
| 333 | Brus da ricotta                                                  | Prodotti di origine animale (miele, prodotti lattiero caseari di vario tipo escluso il burro)       |
| 334 | Frachet                                                          | Prodotti di origine animale (miele, prodotti lattiero caseari di vario tipo escluso il burro)       |
| 335 | Mascarpa o Mascherpa                                             | Prodotti di origine animale (miele, prodotti lattiero caseari di vario tipo escluso il burro)       |
| 336 | Mörtrett o Murtret                                               | Prodotti di origine animale (miele, prodotti lattiero caseari di vario tipo escluso il burro)       |
| 337 | Salagnun                                                         | Prodotti di origine animale (miele, prodotti lattiero caseari di vario tipo escluso il burro)       |
| 338 | Salignun o Salgnun                                               | Prodotti di origine animale (miele, prodotti lattiero caseari di vario tipo escluso il burro)       |
| 339 | Mieli del Piemonte                                               | Prodotti di origine animale (miele, prodotti lattiero caseari di vario tipo escluso il burro)       |
| 340 | Seirass del fen o Saras del fen                                  | Prodotti di origine animale (miele, prodotti lattiero caseari di vario tipo escluso il burro)       |
| 341 | Seirass di siero di pecora                                       | Prodotti di origine animale (miele, prodotti lattiero caseari di vario tipo escluso il burro)       |
| 342 | Seirass stagionato                                               | Prodotti di origine animale (miele, prodotti lattiero caseari di vario tipo escluso il burro)       |